# Pierre Saint-Sevin
Pierre Saint-Sevin   (Bordeus, 1 de maig de 1695 - París, 1768) va ser un violoncel·lista i compositor francès.
Juntament amb el seu germà Philippe Saint-Sevin (1698-1777), va ser un mestre de música de l'església parroquial d'Agen a Aquitània a principis del segle xviii. És dubtós que realment sigui un sacerdot ordenat, o simplement a conseqüència del seu càrrec havia de portar el vestit eclesiàstic, però va rebre el nom de lAbbé l'ainé, o simplement l'Abbé (l'Abat).
Més tard, ell i el seu germà van abandonar la seva connexió amb l'església i van anar a París, on van obtenir compromisos a la Gran Òpera. Tots dos eren músics excel·lents, però Philippe sembla haver estat el més celebrat dels dos.
Era l'oncle del violinista Joseph-Barnabé Saint-Sevin, dit L'Abbé le Fils.